# Ярмолюк Руслан Федорович
Русла́н Фе́дорович Ярмолю́к (нар. 28 жовтня 1976, м. Рівне) — український журналіст. Заслужений журналіст України.
Член Національної спілки журналістів України.

## Життєпис
Народився в Рівному. У дитинстві мріяв стати військовим льотчиком. Першу вищу освіту здобув в Українській державній академії водного господарства, за фахом інженер. У Національному університеті «Острозька академія» здобув фах юриста.
Досвіду ведучого й журналіста набув на радіо «Нова хвиля», де працював два роки, а також на телебаченні в Рівному (телекомпанія «Рівне-1»), писав для місцевих друкованих видань. Згодом працював у Києві кореспондентом «Подробиць», спеціальним кореспондентом товариства «Національні інформаційні системи» (телеканал «Інтер»), потім — ведучим товариства «Телерадіокомпанія «Студія 1+1».
На початку листопада 2013-го перейшов на телеканал «2+2» ведучим новин «Спецкор». Паралельно робить матеріали для ТСН. Висвітлював події з Майдану, окупацію Криму, війну на Сході України. У період бойових дій побував у Донецькому аеропорту, Пісках, під Слов'янськом, Вуглегірськом, Дебальцевим.
Живе в Києві. Одружений, має сина і доньку.

## Творчість
Відомий резонансними репортажами з гарячих точок, зокрема з Південної Осетії, Східної України.
Висувався на здобуття премії «Телетріумф». Його роботи увійшли до об'єднаного відеоматеріалу «Подробиць» з висвітлення конфліктів у гарячих точках, який відзначено другою премією «Emmy Awards» (2009). Автор документальних фільмів «Осетинский дневник» (2009), «Андижан. Полевые записки» (2005).

## Нагороди, відзнаки
- Орден «За заслуги» II ступеня (2022) за значні заслуги у зміцненні української державності, мужність і самовідданість, виявлені у захисті суверенітету та територіальної цілісності України, вагомий особистий внесок у розвиток різних сфер суспільного життя, відстоювання національних інтересів нашої держави, сумлінне виконання професійного обов'язку[1]
- Орден «За заслуги» III ст. (2017) за вагомий особистий внесок у розвиток вітчизняної журналістики, активну громадську позицію, високий професіоналізм та з нагоди Дня журналіста[2]
- Почесне звання «Заслужений журналіст України» (2009)[3]
- Почесна грамота Рівненської обласної державної адміністрації (2008)[4]